# Cyklistika v roce 2000
Cyklistika v roce 2000 uvádí přehled nejvýznamnějších soutěží v silniční cyklistice, které se uskutečnily v roce 2000, a jejich vítěze.

## Výsledky

### Letní olympijské hry 2000/Sydney
Silniční závod
- Muži –  Jan Ullrich
- Ženy –  Leontien Zijlaard-van Moorsel

Časovka
- Muži –  Vjačeslav Jekimov
- Ženy –  Leontien Zijlaard-van Moorsel

### Mistrovství světa v silniční cyklistice/Plouay
Silniční závod
- Muži –  Romans Vainsteins
- Ženy –  Zinaida Stahurskaja

Časovka
- Muži – Serhij Hončar
- Ženy – Mari Holden

### Světový pohár
- Muži –  Erik Zabel
- Ženy –  Diana Žiliūtė

### Grand Tours
- Tour de France –  Lance Armstrong
- Giro ď Italia –  Stefano Garzelli
- Vuelta a Espana –  Roberto Heras

### Jednodenní klasické závody
Muži
- Omloop Het Volk –  Johan Museeuw
- Milano – San Remo –  Erik Zabel
- E3 Prijs Harelbeke –  Sergej Ivanov
- Ronde van Vlaanderen –  Andrei Tchmil
- Gent – Wevelgem –  Geert van Bondt
- Paris – Roubaix –  Johan Museeuw
- Grote Scheldeprijs –  Endrio Leoni
- Amstel Gold Race –  Erik Zabel
- La Flèche Wallonne –  Francesco Casagrande
- Liège – Bastogne – Liège –  Paolo Bettini
- Rund um den Henninger Turm –  Kai Hundertmark
- GP Kanton Aargau –  Steffen Wesemann
- Cyclassics Hamburg –  Gabriele Missaglia
- Clásica San Sebastián –  Erik Dekker
- Meisterschaft von Zürich –  Laurent Dufaux
- Tre Valli Varesine –  Massimo Donati
- Giro del Veneto –  Davide Rebellin
- GP de Plouay –  Michele Bartoli
- Coppa Placci –  Francesco Casagrande
- Paris – Bruxelles –  Max van Heeswijk
- GP de Fourmies –  Andrej Hauptman
- Giro del Lazio –  Max Sciandri
- Giro dell'Emilia –  Gilberto Simoni
- Paris – Tours –  Andrea Tafi
- Giro di Lombardia –  Raimondas Rumsas
- Classique des Alpes –  José María Jiménez
- GP des Nations –  Lance Armstrong

Ženy
- La Flèche Wallonne –  Génévieve Jeanson
- Montréal World Cup –  Pia Sundstedt
- GP de Plouay –  Diana Ziliute
- Rotterdam Tour –  Chantal Beltman
- Canberra World Cup –  Anna Wilson
- GP Suisse –  Pia Sundstedt
- Liberty Classic –  Petra Rossner
- Primavera Rosa –  Diana Ziliute

### Etapové závody
Muži
- Paris – Nice –  Andreas Klöden
- Tirreno – Adriatico –  Abraham Olano
- Critérium International –  Abraham Olano
- Vuelta al País Vasco –  Andreas Klöden
- Tour de Romandie –  Paolo Savoldelli
- Quatre Jours de Dunkerque –  Martin Rittsel
- // Závod Míru –  Piotr Wadecki
- Euskal Bizikleta –  Haimar Zubeldia
- Critérium du Dauphiné Libéré –  Tyler Hamilton
- Volta a Catalunya –  José María Jiménez
- Tour de Suisse –  Oscar Camenzind
- Vuelta a Burgos –  Leonardo Piepoli
- Volta a Portugal –  Vitor Gamito
- Deutschland Tour –  David Plaza
- Tour de Pologne –  Piotr Przydzial
- GP du Midi Libre –  Didier Rous
- Ronde van Nederland –  Erik Dekker
- Setmana Catalana –  Laurent Jalabert

Ženy
- Tour de France –  Joane Somarriba
- Giro ď Italia –  Joane Somarriba